# 小叶越橘
小叶越橘（学名：Vaccinium parvifolium）是杜鵑花科越橘屬的植物，原产於北美洲太平洋西北地区，多见於阿拉斯加东南部和不列颠哥伦比亚，南至华盛顿、俄勒冈至加利福尼亚中部，生长在海平面至海拔1,820米的地区。

## 特征
落叶灌木，株高至4米，新枝鲜绿色，截面具棱，叶全缘，卵形至长椭圆形，长9－30毫米，宽4－16毫米；花黄白色至粉白色，钟形，长4－5毫米。果实为红色球形浆果，直径6－10毫米，可食。

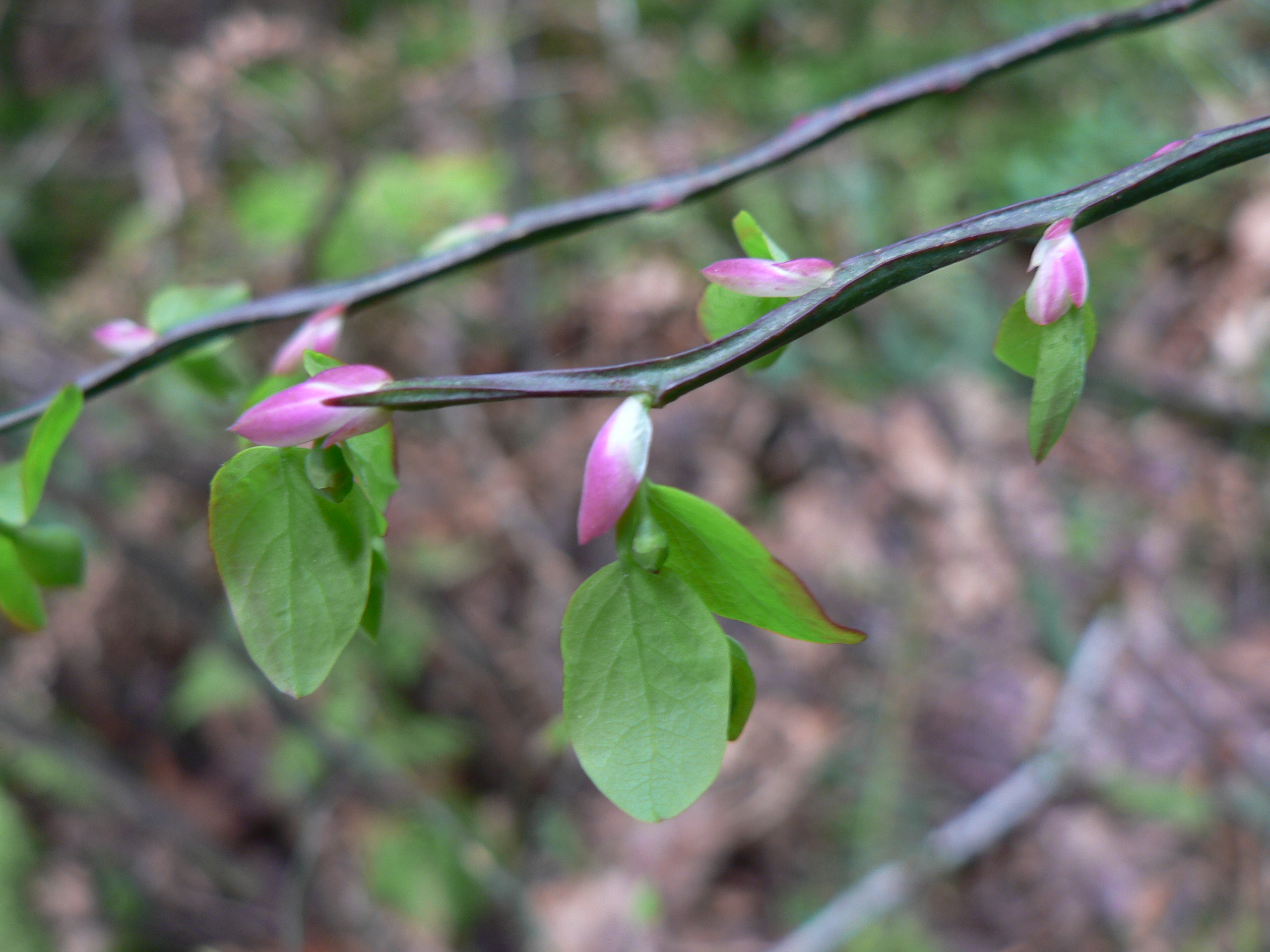
新叶
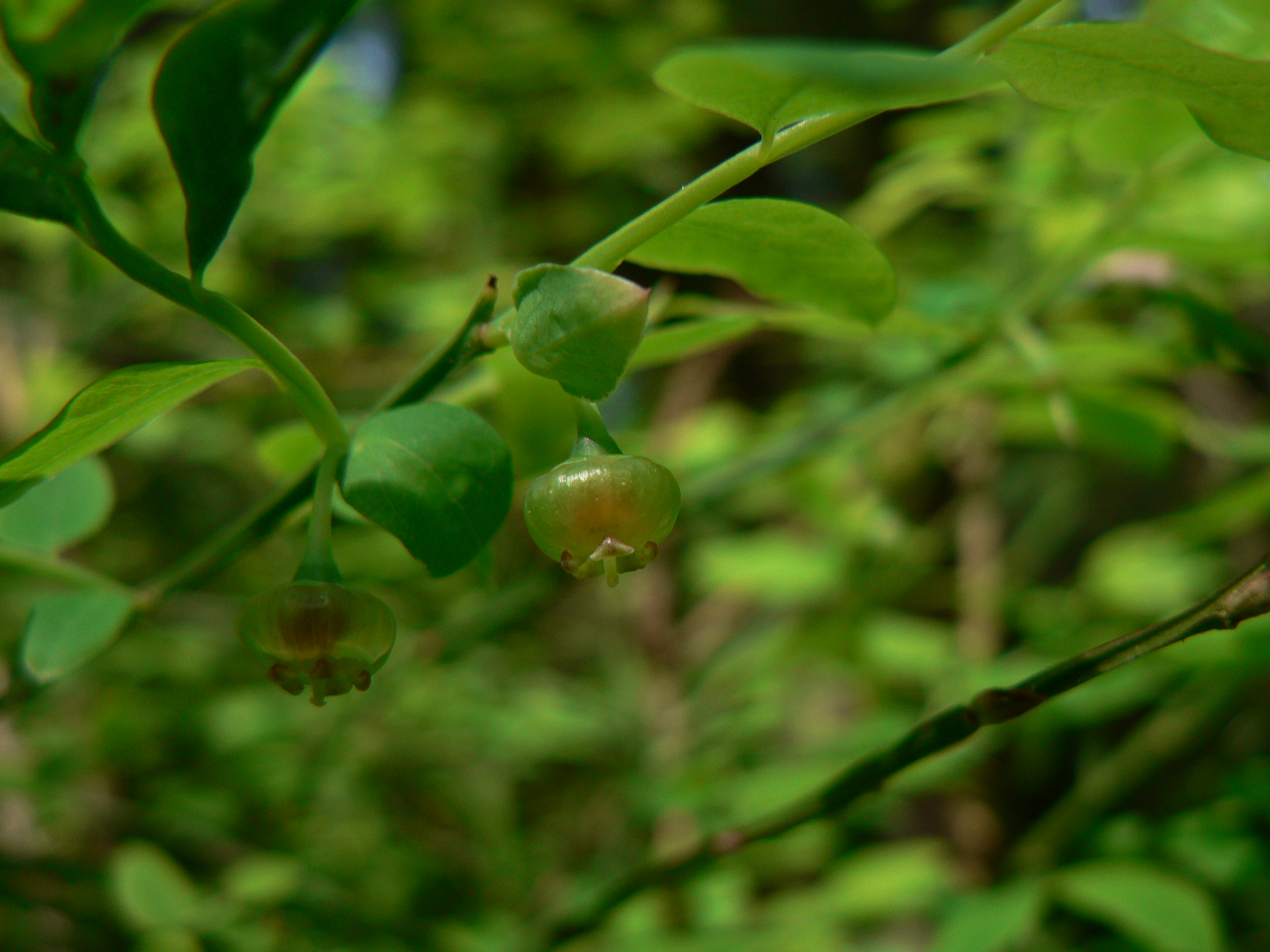
花
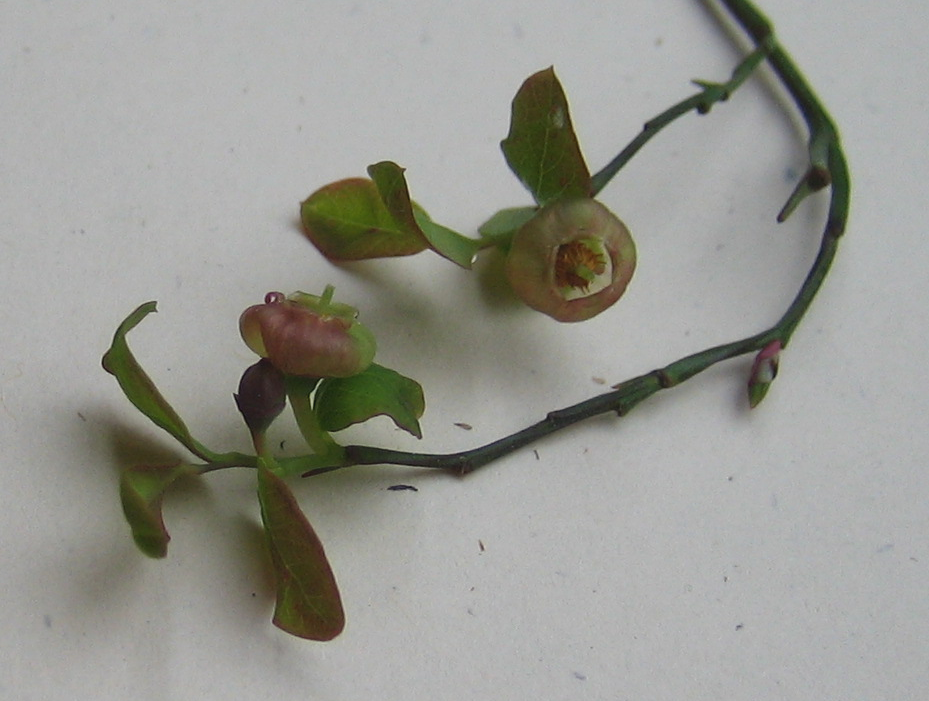
花
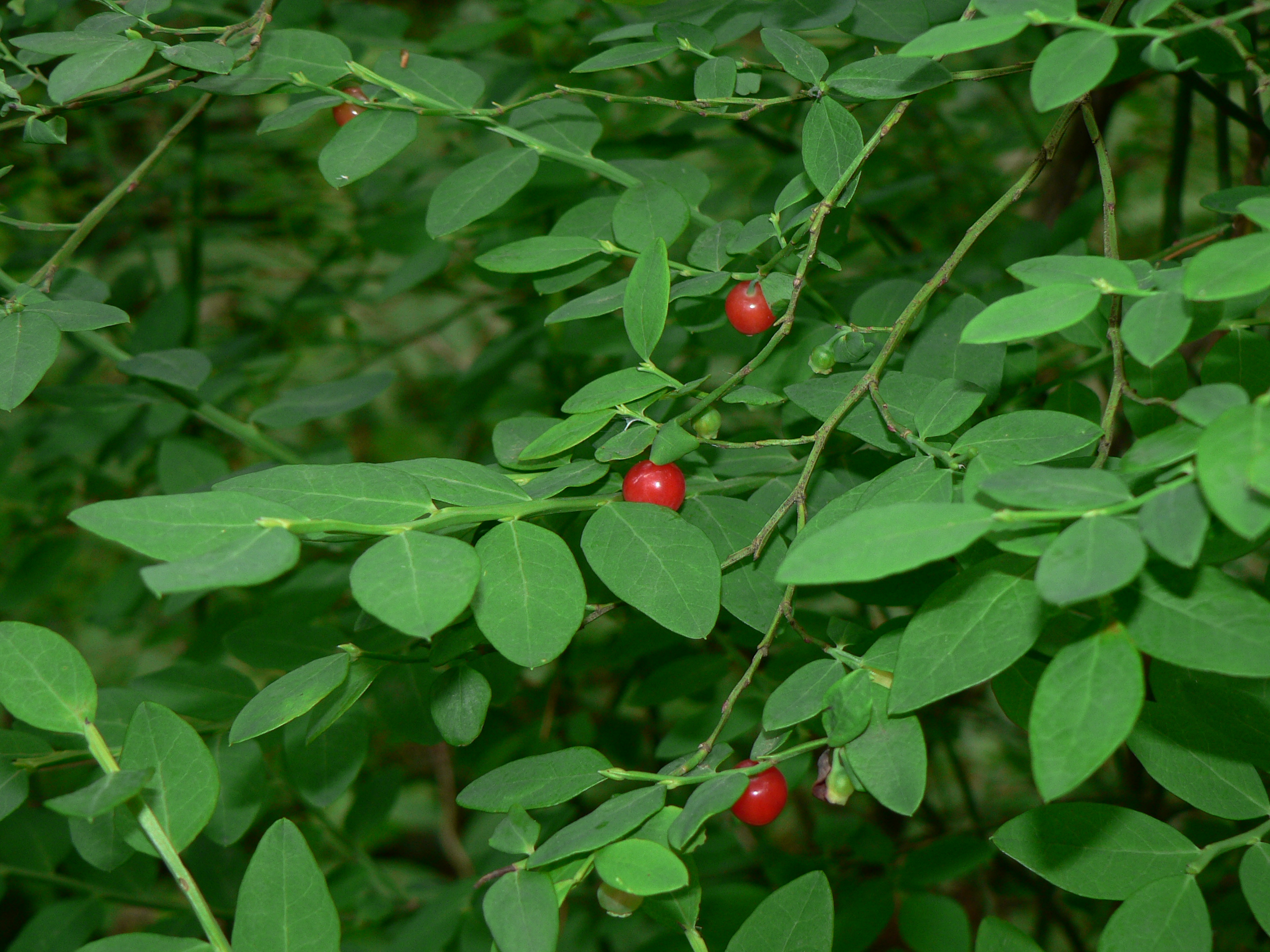
叶和果实

## 应用
原住民发现植株和其果实非常有用，全年中将这种鲜红色的酸果广泛地用作食材。鲜果可大量食用，或者是作鱼饵，因为果实与鲑鱼卵较为相似。他们也会将果实干燥以备将来使用。干果可以烹制後制成果酱，或是在冬季的宴会上与鲑鱼卵和油混合食用。茎皮可用作冷药，因为其中含有具药效的奎宁酸。叶可用来泡茶或卷烟。树枝可用来制作扫帚， 细枝条可将美洲臭菘（Lysichiton americanus）的叶子捆绑以制成筐。

## 栽培
小叶越橘与其他北美洲西部出产的越橘属红果物种目前都没有规模化出产，不过目前已经有人致力于此。小叶越橘喜pH值4.5－6的酸性土壤，怕伤根。小叶越橘可制成优质的果酱，或者是干制食用或泡茶。